# Pujali
Pujali är en ort i Indien.   Den ligger i distriktet South 24 Paraganas och delstaten Västbengalen, i den östra delen av landet, 1 300 km sydost om huvudstaden New Delhi. Pujali ligger 9 meter över havet och antalet invånare är 45 379.
Terrängen runt Pujali är mycket platt. Runt Pujali är det mycket tätbefolkat, med 2 345 invånare per kvadratkilometer. Närmaste större samhälle är Uluberia, 4,8 km väster om Pujali. Trakten runt Pujali består till största delen av jordbruksmark.